# Me, I'm all Smiles
Me, I'm all Smiles — живий альбом англійської групи Echo & the Bunnymen, який був випущений 18 вересня 2006 року.

## Композиції
1. Going Up - 2:40
2. With a Hip - 3:25
3. Stormy Weather - 4:16
4. Show of Strength - 5:05
5. Bring on the Dancing Horses - 4:11
6. The Disease - 2:08
7. Scissors in the Sand - 4:28
8. All That Jazz - 3:05
9. The Back of Love - 3:29
10. The Killing Moon - 4:44
11. In the Margins - 4:56
12. Never Stop - 3:36
13. Villiers Terrace - 2:44
14. Of a Life - 3:50
15. Rescue - 4:31
16. The Cutter - 4:47
17. Nothing Lasts Forever - 3:48
18. Lips Like Sugar - 4:55
19. Ocean Rain - 6:11

## Учасники запису
- Іен Маккаллох — вокал
- Уїлл Сарджент — гітара
- Стівен Бреннан — бас гітара
- Горді Гоуді — гітара
- Кері Джеймс — клавішні
- Ніколас Килрой — ударні